# Ginásio Rio Vermelho
O Ginásio Rio Vermelho é um ginásio esportivo tem seu nome como uma homenagem ao rio que corta a cidade de Goiás, antiga capital do estado. Foi construído para dar a Goiânia, capital do estado brasileiro de Goiás, um local destinado aos esportes.
O principal ginásio poliesportivo de Goiânia, com uma capacidade para cinco mil pessoas e a sua arena de jogo é utilizada para eventos de forma geral e para modalidades esportivas como o basquetebol, futsal, voleibol, lutas em diversas modalidades. O Rio Vermelho possui cinco portões de entrada e saída, duas salas de aquecimento, dois alojamentos para até trinta pessoas, quatro vestiários, vestiário individual para o arbitro e demais instalações necessárias para eventos. Com um assoalho flutuante de madeira marfim.
Situado na avenida Paranaíba, entre as avenidas Tocantins e Goiás, próximo ao Centro de Convenções de Goiânia, ao lado do Estádio Olímpico Pedro Ludovico.